# Фаасалелеага
Фаасалелеага (самоан. Fa'asaleleaga) — адміністративний округ Самоа, розташований на східній частині острова Саваї. Площа округу - 266 км². Населення - 13 736 жителя  (2011). Адміністративний центр - Сафотулафаї, де вожді округу засідають в Фуїфату Малає.
Фаасалелеага населяють представники клану Малієтоа, тому округ тісно пов'язаний з округом Туамасага. Думка старійшин Сафотулафаї завжди враховується старійшинами Маліє (Туамасага) при обранні носія титулу Малієтоа. Сафотулафаї має також тісні зв'язки з селом Салеаула (Гагаемауга).
На території округу знаходиться село Сапапалі, де в 1830 висадився Джон Вільямс, перший християнський  місіонер на островах Самоа. Село Сапапалі була побудованае членами клану Малієтоа в 1750 році, коли туди переселився Малієтоа Тіа. Саме тут в 1830 році Малієтоа Ваіїнупо зустрів прибулого на острів Джона Вільямса.
У XX столітті ще одне село округу - Салелолога - здобуло популярність як торговий центр і найбільший порт острова Саваї.